# Кана (боја)
Кана је боја произведена из биљке Lawsonia Inermis, такође познате и као стабло кана, мигнонетског стабла и египатске стабљике, једине врсте рода Lawsonia.
Кана се такође може односити на привремену телесну уметност која је резултат цртања по кожи бојом. Кана се још од античких времена користи за бојење коже, косе и ноктију, као и тканине укључујући свилу, вуну и кожу. Кана се у историји користила на Арапском полуострву, Индији, Блиском истоку, Картагини и другим деловима Северне Африке. Име се користи у другим бојама за кожу и косу, попут црне и неутралне кане од којих ниједна није произведена из биљке кане.

## Етимологија
Енглеско име “henna” потиче од арапског حِنَّاء (арап. hinna; изговара се [ћине]) или колоквијално „ حنا“ , које се изговара као /ћина/.

## Припрема и примена

### Цртање по телу (енгл. Body Art)
Читави, непрекидни листови кана неће оставити траг на кожи. Кана неће оставити боју све док се из листова кене не издвоје молекули. Међутим, осушени листови кане ће да обоје кожу ако се помешају са пастом. Паста се полако ставља на спољни део коже и везује са за њене протеине, стварајући мрљу.
Пошто је тешко цртати шаре од грубо уситњеног лишћа, хена се обично продаје као прах који се производи сушењем, млевењем и просејавањем листова. Суви прах се меша са комбинацијом течности која садржи воду, лимунов сок, јак чај и друго, зависно од традиције. Многи уметници стављају шећер или меласу у пасте како би побољшали конзистенцију и боље се залепио на кожу. Мешавина хане мора да одстоји између једног и 48 сати пре употребе, како би се издвојили молекули из лишћа. Време зависи од усева кане која се користи. Етерична уља са високим нивоом алкохола, као што је лаванда,  побољшаће карактеристике мрља. Остала есенцијална уља, попут еукалиптуса и клинчића, су такође корисна, али су превише иритантна и не би их требало користити на кожи.
Паста се може наносити многим традиционалним и модерним алатима почевши од обичног штапа или гранчице. У Мароку је шприц уобичајен. У индијског култури користи се пластични конус сличан оном који се користи за прављење глазура за торте. На западу конус је чест, као и боца са жакардом, која се иначе користи за сликање на свиленој тканини. Лагана мрља се може створити у року од неколико минута, али што дуже паста остане на кожи, мрља ће бити тамнија и дуготрајнија, па је треба оставити што дуже. Да би се спречило скидање са коже, паста се често лепи додавање шећера. Пасту треба држати на кожи најмање четири до шест сати, али и дуже, па је остављање пасте преко ноћи уобичајена пракса. Уклањање не треба вршити водом, јер вода омета процес оксидације мрља. Уље за кување може да се користи за отпуштање суве пасте.
Шаре од хене су наранџасте када је паста уклоњена, али током следећа три дана постају тамноцрвенкасносмеђе боје због оксидације. Стопала и шаке имају најдебљи слој коже тако да ће оне имати најтамније и најдуготрајније мрље. Неки такође верују да пара или загревање смесе потамњују мрљу, док је паста још на кожи или кад се уклони. Дискутабилно је да ли то доноси бољи резултат. Након што мрља постигне врхунску боју, задржава се неколико дана, а затим се постепено одстрањује пилингом, обично у року од једне до три недеље.
Природне пасте хене које садрже само кану у праху, течност (вода, лимунов сок, итд.) и есенцијално уље немају дуг рок трајања и не могу стајати на полици дуже од недељу дана због кратког остајања шара на кожи.
Лист биљке кане садржи ограничену количину лавсон (енгл. lawsone) молекула. Као резултат, након што се прах помеша у пасту, лучење молекула у пасту ће трајати у просеку од два до шест дана. Ако се паста неће користити током првих неколико дана након мешања, може да се замрзне на највише четири месеца да би се зауставило ослобађање боје. Комерцијално упаковане пасте које су у стању да обоје кожу после дуже од седам дана без хлађења или замрзавања садрже и друге хемикалије, које могу бити опасне за кожу. Након завршеног седмодневног ослобађања молекула боје, лист кана је потрошен, тако да је свака боја створена комерцијалним конусима након овог временског периода заправо резултат других хемикалија. Ове хемикалије често нису означене на амбалажи и имају широк спектар боја. Ови производи често не садрже прах кана уопште. Данас је у продају мноштво вештачких паста од кане, које се лажно продају као природне, чисте или органске, а сви садрже потенцијално опасне додатке који нису истакнути. Време које је потребно да произведена паста стигне у руке потрошача је обично дуже од недељу дана, па се може претпоставити да сваки производ који није замрзнут садржи штетна једињења.
Кана боји кожу у само једну боју, варијацију црвенкасто-смеђе боје, при пуној зрелости три дана након наношења. Свежа кана у праху, за разлику од мешане пасте, може лако да се испоручи било где на свету и може се чувати више година у добро затвореном паковању. Квалитет хане за цртање по телу је често боља и финија него хена за бојење косе.

### Боја за косу / обрве

#### Историја
У древном Египту, Ахмос-Хенутаме (енгл. Ahmose-Henuttamehu) (17. династија, 1574. године пре нове ере): Хенутаме је вероватно била ћерка Секененре Тао II и Ахмоз Инхапи (енгл. Ahmose Inhapy). Смит извештава да је мумија Хенутаме на коси имала фарбу јарко црвене боје са стране, вероватно користећи хену.
У Европи хена је популарна код жена које имају везе са покретом естетике и Прерафаелитских уметника у Енглеској 1800-их. Данте Габријел Росети-јева жена, Елизабет Сидал, је имали природно јарко црвену косу. Супротно културној традицији у Великој Британији која је црвену косу сматрала непривлачном,  Прерафаелити су имали фетиш на црвену косу. Росети је насликао више портрета своје жене где је истицао њену црвену косу. Остали прерафаелити, укључујући Евелин Де Морган и Фредрик Сандиса, академски класици попут Фредерика Лејтона и француског сликара попут Гастон Бизера и импресионисти, додатно су популаризовали повезаност офарбане косе и младе градске девојке.
Неки мисле да је оперска певачица Аделина Пати заслужна за популаризацију коришћење хене у Европи крајем деветнаестог века. Личност из париске куртоазије Кора Перл је често називана La Lune Rousse (црвенокоси месец) због фарбање косе у црвену боју. У својим мемоарима она говори о инциденту када је обојила крзно свог кућног љубимца да одговара боји њене косе. До 1950-их година Лусил Бол популаризовала је „испирање кана“. Популарност међу млађим генерацијама је порасла током 1960-их година.
Муслимани мушког пола користе хену као боју за косу и браду. Ово се сматра као суна (енгл. Sunnah), похвалним обичајем или традицијом пророка Мухамеда. У Хадису се говори да Муслиманке боје своје нокте хеном да би се разликовале од мушкарца и показале женственост. Тако да неке муслиманке са Блиског истока наносе хену на прсте и нокте, као и на руке.

#### Данас
Комерцијално пакована хена, користи се као козметичка боја за косу, доступна је у многим земљама и данас је популарна у Индији, као и на Блиском истоку, у Европи, Аустралији, Канади и Сједињеним Државама. Боја која је резултат бојења каном, у зависности од природне боје косе, као и квалитета кана, може се кретати од наранџасте до ружичасте и бордо. Кана се може мешати са другим природним бојама за косу, укључујући Казија Обовату (енгл. Cassia obovata) за светлије нијансе црвене или чак плаве или индиго како би се постигле смеђе или црне нијансе. Неки производи који се продају као „хена“ укључују ове друге природне боје.

## Традиција сликања по телу
Различити називи хене у древним језицима подразумева да је откривена  и да води порекло са више локација, као и да се различито употребљава у свакодневном животу.
Важно је напоменути да је савремени израз „хена тетоважа“ само маркетиншки термин. Кана не тетовира кожу и не сматра се тетоважом.
Кана се користи за украшавање тела младих жена као део друштвених и празничних прослава од касног бронзаног доба на источном Медитерану. Најранији текст који спомиње хену у контексту прославе брака и плодности потиче из Угаритске легенде о Баалу и Анату, која се односи на жене које се обележавају хеном као припрема за састанак са својим мужевима, а Анат се укрштава хеном за прославу победе над Бааловим непријатељима. Зидне слике ископане на Акротирију (датирају пре ерупције вулкана Тера 1680. године пре нове ере) приказују жене са обележјима која су конзистентна са хеном на ноктима, длановима и стопалима. Ова рана веза младих жена и хене се чини да је порекло Ноћи Хене (енгл. Night of the Henna), која се сада слави широм Блиског истока.
Ноћ Хене славе скоро сви народи који живе на простору где хена природно расте: јевреји, муслимани, сики, хиндуси и зороастризамци, између осталих. Све свадбе и веридбе су слављене украшавањем младе, а често и младожење хеном.
Широм регије узгоја кана, Пурим, Рамазански бајрам, Дивали, Карва, Пасха, Норвуз и Мелвуд и већина светаца су прослављени уз хену. Омиљеним коњима и магарцима су фарбали гриве, шапе и репове ханом. Победе у борби, рођења, рођендани као и венчања, обично су подразумевали и хену као део прославе. Брачна ноћ са хеном је важан обичај, посебно међу традионалним породицама.
За хену се сматрало да има Бараку („благослов“), и користила се као талија за срећу, као и за радост и лепоту. Младе су углавном биле са највише украса од хене и имале су најкомплексније шаре. Неке традиције украшавања младе су биле веома компликоване. У Јемену је украшавање младе процес који је трајао четири или пет дана.
Мода „Мехнди“ у Индији, Бангладешу, Северној Либији и Пакистану је све сложенија, са иновацијама у виду сјаја, позлаћивањем и финим линијама. Недавне технолошке иновације у млевењу, просејавању, контроли температуре и паковања кане, побољшале су карактеристике боје и уметнички потенцијал за кану.

### Регије
Ноћи хене су популарна традиција у Северној Африци, Афричком рогу, Југоисточној Азији, Арапском полу, Блиском истоку и Индијском Потконтиненту.

#### Алжир
У Алжиру, младе добијају накит за поклон и пред венчање украшавају руке хеном.

#### Авганистан
У Авганистану хена доноси срећу и радост.

#### Бангладеш
У Бангладешу муслиманке користе мехнди цртање на рукама у приликама попут венчања и веридба, као и током Рамазанског бајрам, Курбан-бајрама и других празника. На церемонији венчања, цртање хеном је традиционално подељено на два догађаја. Један организује младина фамилија, а други младожењина. Оба догађаја су искључиво намењена украшавању младе и младожење, а позната је и као Вече Хене.

#### Бугарска
У покушају да ритуално очисте младу дан пре њеног венчања, бугарски Роми украшавају младу хеном. Ова шара симболизује кап крви на постељи након прве брачне ноћи. Традиција такође говори да што дуже хена траје, дуже ће муж волети жену.

#### Египат
У Египту се млада састаје са њеним пријатељима ноћ пред венчање да прослави ноћ са хеном.

#### Индија
У Индији, хиндуси и муслиманке су украшене шарама на рукама и ногама на приликама као што су венчања и веридбе. Муслиманке су такође почеле да примењују хену током бајрама и других празника. У Керали, жене и девојке, посебно невесте, руке украшавају хеном. У северним деловима Индије, један цео дан пре венчања је посвећен украшавању младе и младожење.

#### Иран
У Ирану се верује да је кан чаробна биљка која штити, доноси срећу, интегритет и богатство у живот, штити од зла и гарантује загробни живот у рају. Најчешћа употреба хене је на дугим ритуалима венчања који се практикују у Ирану. Свечаност се одржава пред венчање и традиционални је опроштај младенцима пре него што званично започну заједнички живот у својој кући. Одржава се у присуству породице, пријатеља, родбине, комшија и других гостију.
Мазар (арап. مازار) је назив радног места за особе које су повезане са млевењем или просејавањем лишћа кане и продаје исте у праху. Ово је старо занимање које је још увек живо у неким деловима Ирана, посебно у светски признатој археолошкој древној провинцији Јазд (енгл. Yazd). Мазари (арап. مازاری) је место за млевење кане и других биљака.

#### Израел
У Израелу неке заједнице и породице са Блиског истока: јеврејске, хришћанске и муслиманске, организују журке хене ноћ или недељу дана пре венчања у складу са породичним обичајима. Употреба хене у овој регији постоји још од Песме над песмама у којој је аутор написао: „Мој драги је за мене букет цвета кане у виноградима Енгеде.“ Иако није израелски обичај, Јевреји Мизрахи који су се доселили у Израел су наставили своју породичну традицију као што су Јеменски Јевреји.

#### Малезија
У Малезији се хена користи за украшавање руку младе и младожење на церемонији пре венчања.

#### Мароко
У Мароку се хена симболично примењује када појединци пролазе кроз важне животне догађаје. Мароканци се деле на две врсте уметника за хену: не-специјалисти који традиционално учествују у свадбеним ритуалима и специјалисти, који учествују у туризму и декоративној хени. Накаша (енгл. Nqaasha), стручњаци нижег ранга, познати су по привлачењу туриста које називају газелама.
За Мароканце свадбени фестивал може трајати до 5 дана, а 2 дана укључују хана уметност. Један од ових дана назива се азмомег. У питању је четвртак пред венчање где се гости позивају да сликају младу ханом. Друга церемонија се догађа након венчања и назива се Дан Хене. Овог дана, обично старија жена наноси хену на младу након потапања у Микве, како би се ослободила од злих духова који могу бити љубоморни на младенце. Младожења се дан после венчања такође боји хеном. Током његовог осликавања, он обично носи црну одећу.

#### Сомалија
У Сомалији се хена практично користи као боја за косу и нокте. Такође се наноси на руке и ноге младих жена као припрема за венчање.

#### Судан
У Судану, хена се користи за венчања и друге специјалне прилике. Угловном за декорисање младе.

#### Тунис
У Тунису, јеврејски обичај венчавања подразумева купање младе, депилирање и цртање хеном по њој. Процес почиње 8 дана пре церемоније венчања, када се корпа са хеном испоручи млади. Мајка младожење надгледа процес како би се осигурало да се све одвија по правилима. Данас младожења прати младу у ритуалу цртања хеном, али највећи део цртања се врши на телу младе.

#### Турска
Током викторијанске ере, Турска је била главни извозник кана за фарбање косе. Кана журке су се углавном исто практиковале као и у Арапским земљама, али данас то није толико често..

#### Јемен
За јеменске Јевреје, сврха хена журке је уклањање зла из брачног пара пре њиховог венчања. У неким областима, традиција се развила у прилику да породица покаже своје богатство у виду облачења младе. За друге заједнице, он се практикује као ритуал који се преноси генерацијама. Костими који јеменске младе носе се сматрају једним од најатрактивнијих свечаних одећа у јеменској заједници. Ова одећа укључује хаљине, покриваче за главу и често неколико килограма сребрног накита.

## Здравствени ефекти
Познато је да је хeна опасна за људе са недостатком активности глукоза-6-фосфат дехидрогеназе (акроним G6PD), који је чешћи код мушкараца него код жена. Мала деца су посебно рањива. Иако кориснички здравствени картони наводе мало других негативних ефеката природне пасте, осим благих привремених  алергијских реакција (које су често повезане са лимуновим соком или есенцијалним уљима у пастама, а не самом хеном), комерцијалне пасте могу имати непознате састојке који су додати за потамњивање или промену боје.

### Прописи
Америчка ФДА није одобрила хену за директно наношење на кожу. Међутим, хена се истиче као боја за косу и може се увести само у ту сврху. Кана увезена у САД, за коју се мисли да се користи као боја за тело, подложна је заплени, али кривично гоњење је ретко. Комерцијални хена производи често тврде на паковању да су 100% природни да би могли да се увезу.

## Врсте хене

### Природна хена
Природна хена ствара јаку црвено-браон боју која може потамнити у данима након наношења. Понекад се назива и црвеном хеном да би се разликовала од производа који се продају као црна или неутрална хена који заправо не могу да садрже кан, већ су уместо њега направљени од других биљака и боја.

### Неутрална хена
Неутрална хена не мења боју косе. Ово није прах од кана; него обично прах од биљке Senna italica (која се често назива синонимом Cassia obovata) или од биљака које су сродне њој.

### Црна хена
Прах црне хене се може добити из индига (биљка Indigofera tinctoria). Тако може да садржи нерегистроване боје и хемикалије  као што је пара-фенилендиамин (ПФД) који кожу може брзо да обоји, али може и изазвати озбиљне алергијске реакције као и трајне ожиљке  уколико остане дуже од 2-3 дана. ФДА посебно забрањује коришћење ПФД-а у ту сврху, а онај ко производи црну хену може бити процесуиран . Уметници који поврећују своје клијенте црном хеном у Сједињеним Америчким Државама могу бити тужени за накнаду штете.